# Tim Treloar
Timothy „Tim“ David Treloar (* 4. September 1968 in Bridgend, Bridgend County Borough, Glamorgan, Wales) ist ein britischer Schauspieler und Synchronsprecher.

## Leben
Treloar absolvierte ein Studium an der London Academy of Music and Dramatic Art (LAMDA). Er debütierte 2000 in dem Fernsehfilm Bomber als Schauspieler. In den folgenden Jahren konnte er Besetzungen in verschiedenen Fernsehserien wie Inspector Barnaby, The Bill, Casualty, Doctors, Lewis – Der Oxford Krimi oder Silent Witness vorzeigen. 2004 verkörperte er in der Fernsehserie Mine All Mine die Rolle des Cliff Finch, 2006 war er in insgesamt fünf Episoden der Fernsehserie Bombshell in der Rolle des CSM Tysoe zu sehen. Er konnte aber auch für Filmrollen gewonnen werden. So verkörperte er 2013 in Paladin – Die Krone des Königs den bösen Magier Corvus. 2020 synchronisierte er einen Wal in Die fantastische Reise des Dr. Dolittle.

## Filmografie

### Schauspieler
- 2000: Bomber (Fernsehfilm)
- 2002: The Bench (Fernsehserie, Episode 2x01)
- 2003: Davids wundersame Welt (Wondrous Oblivion)
- 2003: Foyle’s War (Fernsehserie, Episode 2x01)
- 2003–2009: Inspector Barnaby (Midsomer Murders) (Fernsehserie, 4 Episoden, verschiedene Rollen)
- 2004: Mine All Mine (Fernsehserie, 4 Episoden)
- 2004: The Bill (Fernsehserie, Episode 20x80)
- 2004–2006: Casualty (Fernsehserie, 3 Episoden, verschiedene Rollen)
- 2006: Bombshell (Fernsehserie, 5 Episoden)
- 2006: A Touch of Frost (Fernsehserie, Episode 13x01)
- 2008–2019: Doctors (Fernsehserie, 5 Episoden, verschiedene Rollen)
- 2009: Lewis – Der Oxford Krimi (Lewis) (Fernsehserie, Episode 3x03)
- 2009: The Bill (Fernsehserie, 2 Episoden)
- 2009: Framed (Fernsehfilm)
- 2010: Silent Witness (Fernsehserie, 2 Episoden)
- 2010: Great Performances (Fernsehserie, Episode 39x03)
- 2010: Doctor Faustus (Greenwich Theatre)
- 2010: The Duchess of Malfi
- 2010: The Aftermath (Kurzfilm)
- 2013: Mayday (Mini-Serie, Episode 1x02)
- 2013: Paladin – Die Krone des Königs (The Crown and the Dragon)
- 2014: Mammon (Fernsehserie, 2 Episoden)
- 2014: Maleficent – Die dunkle Fee (Maleficent)
- 2014: Holby City (Fernsehserie, Episode 16x34)
- 2014: Envy (Kurzfilm)
- 2015: Father Brown (Fernsehserie, Episode 3x06)
- 2015: Crossing Lines (Fernsehserie, Episode 3x01)
- 2016: 100 Streets
- 2018: Dark Heart (Fernsehserie, Episode 1x01)
- 2019: Call the Midwife – Ruf des Lebens (Call the Midwife) (Fernsehserie, Episode 8x06)
- 2020: The Tuckers (Fernsehserie, 3 Episoden)
- 2020: Birdsong
- 2020: The Haunting of Alice Bowles
- 2021: Grace (Mini-Serie, Episode 1x01)

### Synchronsprecher
- 2013: Ryse: Son of Rome (Videospiel)
- 2020: Die fantastische Reise des Dr. Dolittle (Dolittle)